# قباب ملحية

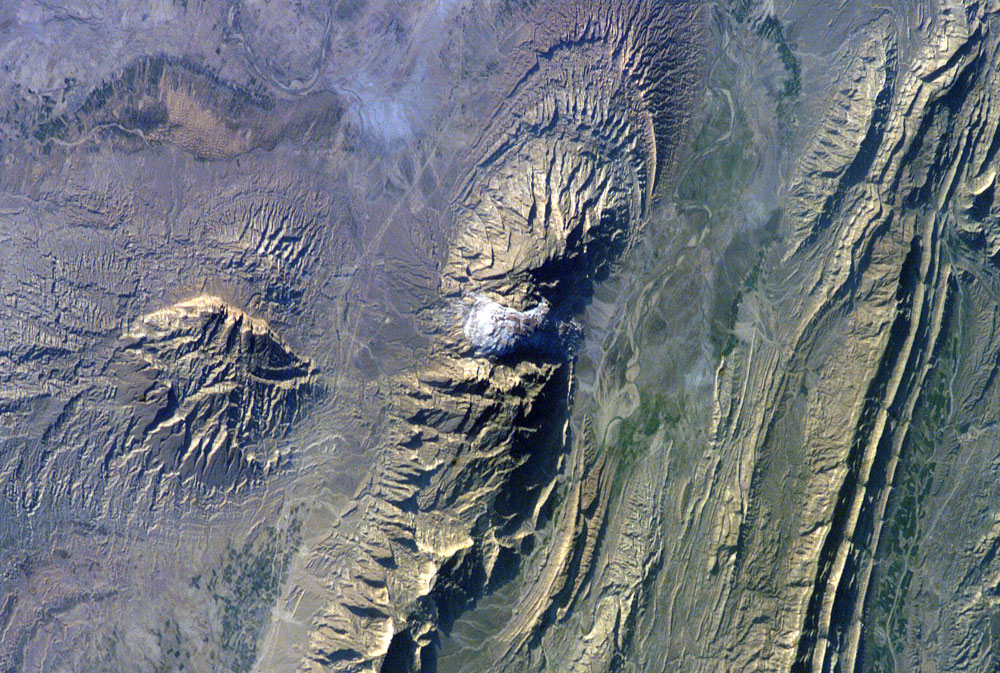

القباب الملحية هي عبارة عن مظاهر تركيبية اختراقية في الطبقات الجيولوجية العميقة تأخذ شكلاً قبابياًً، تشبه فطر عيش الغراب وتتكون نتيجة اختراق صخور المتبخرات، وبصورة خاصة ترسبات أملاح الهالايت للصخور الرسوبية التي تعلوها والتي يمكن أن تستمر في حركتها لتخترق سطح الأرض أو تبقى تحتها. وفي الحالة الأخيرة يستدل عليها بالاستعانة بالطرائق الجيوفيزيائية تحت السطحية.
تتكون القباب الملحية من الهالايت (الملح الصخري) بصورة رئيسة، وبصورة أقل شيوعاً تتكون من الجبس أو الانهيدرايت. وقد درست هذه التراكيب بصورة مستفاضة في العديد من بقاع الأرض، وذلك لأهميتها الاقتصادية الكبيرة كمناطق لتشكيل مصائد ملائمة لتراكم الهيدروكربونات أو كمصادر مهمة لصخور المتبخرات والكبريت المستخدمة في العديد من الصناعات.
لا تعطِ المكاشف السطحية إلا القليل من المعلومات عن هذه التراكيب، في حين تقدم عمليات الحفر الاستكشافي معلومات أكثر أهمية في هذا المجال. ويمكن دراسة البنية الداخلية لهذه التراكيب عندما تكون قريبة من السطح وذلك باستخدام الطرق الجيوفيزيائية وخاصة الجاذبية والزلزالية والمغناطيسية.

## طريقة تكونها
ينبغي التمييز عند دراسة هذه التراكيب بين لباب الصخور المخترقة والرسوبيات المندفعة معها. فاللباب عادة ما يكون دائرياً أو مستطيل الشكل على السطح، فيما يكون بهيئة اسطوانة ملحية شبه دائرية تخترق عمود الترسبات بصورة عمودية أو مائلة أحيانا.
تنتج القباب الملحية عن اندساس ملح الهالايت اللدن في الطبقات الرسوبية التي تعلوه. وينضغط طبقة الملح هذه من بعض أجزائه السفلى التي يبلغ سمكها عادة أكثر من 1000 متر. تأتي القوة الدافعة المؤثرة على الأملاح من فرق الكثافة بين الملح والرواسب التي تغطيه. فالملح الصخري ذو كثافة تبلغ 2.03 جرام/سنتيمتر مكعب، وتقل كثافته مع ازدياد العمق(Murray,1968) والذي غالباً ما يصاحبه زيادة مستمرة في درجة الحرارة بسبب عمقها. في حين تزداد كثافة الصخور المحيطة به مع ازدياد العمق، مما يخلق حالة من فرق الكثافة والتي بدورها تدفع الملح للتحرك نحو الأعلى، وذلك طبقاً للمبدأ الفيزيائي المعروف والذي يرتفع بموجبه المائع الأخف خلال المائع الثقيل الواقع فوقه. فإذا توفرت ثنية محدبة صغيرة فوق قمة طبقة أصلية معرضة إلى ظروف حرارية لا تقل عن 300 درجة مئوية، فإن الأملاح في مثل هذه الحالة تسلك سلوك الموائع فتبدأ بالتحرك منسابة نحو الثنية المحدبة الضعيفة، نازحة من المناطق المحيطة بها.
وأخيراً فإن طبقة الأملاح المحيطة قد تصبح نحيفة وضيقة لدرجة يستحيل معها إضافة أي مقدار آخر من الملح إلى القباب المتكون في شكل عيش الغراب. وقد ينكشف الملح الصخري ويظهر على سطح الأرض، كما هو الحال في بعض القباب الإيرانية مثلاً أو في القباب الموجودة شمال ألمانيا. إذ ينساب في بعض البقاع على المنحدرات السطحية مشكلاً ما يشبه الثلاجات الجليدية، لذلك فإنها تُعرف بالثلاجات الملحية (Salt glaciers).
معظم القباب الملحية في العالم دائرية الشكل على سطح الأرض. ويتفاوت قطرها بصورة رئيسة من كيلومتر واحد إلى 5 و3 كيلومتر. إلا أن بعض القباب وصل قطرها إلى 8 كيلومترات. وقد يكون السطح العلوي للقبة منبسطًا أو قبابيًا. بعض القباب تكون متناظرة وتميل جدرانها بنفس الزاوية من جميع الجوانب. في حين تكون الأخرى ات غير متناظرة تكون جدرانها مائلة من جانب واحد أو أكثر نحو الداخل. وتمتد العديد من القباب الملحية إلى أعماق تبلغ عدة كيلومترات.
في بعض الأحيان قد يُغلف الملح طبقة من الطفل أو الطين يتفاوت سمكها بصورة كبيرة. ويتشكل هذا الطين من مادة صلصالية دقيقة كانت قد دفعت نحو الأعلى بفعل الملح الصاعد. وقد يحاط اللب الملحي موقعها بغلاف سميك من الرواهص، كما هو الحال في بعض القباب الملحية في رومانيا. أما الصخور الرسوبية في أعلى القباب فإنها تمتاز بأنها مشوهة ومحطمة بصورة كبيرة ومتأثرة جداً بالصدوع والتكسرات. وغالباً ما تكون التصدهات ذات نمط شعاعي في ترتيبها. وهي صفة مميزة للتراكيب الملحية الاختراقية.

## استخدام القباب للنفايات الذرية
تتبع ألمانيا سياسة دفن النفايات الذرية الناتجة عن استخدام الطاقة النووية لإنتاج الكهرباء في الطبقات الجيولوجية العميقة تحت الأرض (عمق من 800 متر إلى 1100 متر. من ضمن الأوساط الجيولوجية المناسبة في ألمانيا توجد القباب الملحية. وطبقا للأجهزة المختصة التي قامت بدراسة وافرة في هذا المضمار فهي تفضل القباب الملحية لاحتواء النفايات الشديدة الإشعاع للأسباب الآتية:
- مرونة الملح لاحتواء النفايات المشعة الساخنة (المغلفة) بإحكام وإبعاد المياه الجوفية عنها.
- التوصيل الحراري الجيد للملح، فتتوزع الحرارة المتولدة
- الاستقرار الجيولوجي لتلك المناطق.

بالإضافة إلى هذا تعتبر القباب الملحية أماكن مناسبة لتجمع النفط، كما أنه يستخرج من اللب الملحي ملح الطعام، وهي مفيدة في الحصول على معدن الكبريت والجبس من صخورها.[1]